# バニラビーンズIV
『バニラビーンズIV』（バニラビーンズ フォー）は、日本の女性アイドルデュオバニラビーンズの4枚目のアルバム。2015年2月3日にT-Palette Recordsから発売。

## 概要
バニラビーンズのこれまでのアルバム同様に所属事務所ミラクル・バスの作家陣を中心に作られた約2年3ヶ月ぶりのアルバム。
初回限定版と通常版があり、初回限定版には「有頂天ガール おサイフケータイバージョン」が収録されているほか、2014年12月18日に恵比寿LIQUIDROOMにて行われた5thワンマンライブのDVDが付属している。

## 収録曲
1. ブービーボーイ・ニアピンガール
作詞：ENA☆ 作曲：松倉サオリ 編曲：堤博明
2. まだよボーイフレンド
作詞：岩城由美 作曲：松倉サオリ 編曲：堤博明
3. マスカット・スロープ・ラブ
作詞・作曲・プロデュース：加地秀基 編曲：関根卓史
4. フォーゲル オ ヴィンド
作詞：田形美喜子 作曲：松倉サオリ 編曲：堤博明
5. 黄昏ハイボール
作詞：田形美喜子 作曲・編曲：大隅知宇
6. ワタシ…不幸グセ
作詞：前田たかひろ 作曲・編曲：中島靖雄
7. 愛のせい
作詞：田形美喜子 作曲：松倉サオリ 編曲：堤博明
8. プリーズミー・ダーリン
作詞：ENA☆  作曲・編曲：大隅知宇
9. Happy Day!!
作詞：ENA☆  作曲・編曲：大隅知宇
10. コップのフチ子公式ソング きっといい場所（フチ）
作詞：田形美喜子 信澤宣明 作曲・編曲：信澤宣明
11. 有頂天ガール
作詞：関谷 健太郎 作曲：井上大輔 編曲：大隅知宇
12. Funny Little Frog
13. 有頂天ガール おサイフケータイバージョン
作詞：関谷 健太郎・FeliCa Networks 作曲：井上大輔 編曲：大隅知宇
（初回限定版のみに収録）